# Pep Boys
Pep Boys (nom complet : Pep Boys Manny Moe & Jack) est une entreprise d'entretien automobile américaine basée à Philadelphie en Pennsylvanie. Fondée en 1921, son président actuel est Jeffrey Rachor. Elle possède actuellement[Quand ?] quelque 593 magasins dont 36 États des États-Unis et à Porto Rico.

## Historique
En 2015, Pep Boys fait l'objet de différentes offres d'acquisitions de la part d'Icahn Enterprises et de Bridgestone, avant que finalement en décembre 2015, Icahn Enterprises soumette une offre finale de 1 milliard de dollars pour acquérir Pep Boys. Icahn Enterprises a acquis Auto Plus en juin 2015 et possède une part majoritaire dans Federal-Mogul.